# La polizia brancola nel buio
Pour plus de détails, voir Fiche technique et Distribution.
La polizia brancola nel buio est un giallo turco-italien réalisé par Elio Palumbo et sorti en 1975.
Le film a été tourné en 1972 mais n'est sorti que trois ans plus tard.

## Synopsis
Un photographe en fauteuil roulant, vivant dans un chalet isolé, invite le mannequin Enrichetta chez lui pour quelques prises de vue. Cependant, elle se perd avant d'arriver et, en raison d'une panne de voiture, est obligée de s'arrêter dans une auberge miteuse, où elle téléphone à son ami Giorgio pour qu'il vienne la chercher. Alors qu'elle mange un sandwich, elle est tuée au couteau et emportée, à l'état de cadavre. Ne la retrouvant pas, Giorgio commence à enquêter sur les aubergistes et sur une famille bourgeoise vivant à proximité.

## Fiche technique
- Titre original italien : La polizia brancola nel buio[1] (litt. « La police tâtonne dans l'obscurité »)
- Réalisation : Elio Palumbo (sous le nom de « Helia Colombo »)
- Scenario : Elio Palumbo (sous le nom de « Helia Colombo »)
- Photographie :	Giancarlo Pancaldi
- Montage : Francesco Bertuccioli
- Musique : Aldo Saitto
- Décors : Alfredo Saitto
- Maquillage : Marcella Pelliccia
- Producteur : Dario Amendola
- Société de production : O.I.S. Cinematografica
- Pays de production :  Italie -  Turquie
- Langue originale : Italien
- Format : couleurs par Telecolor - 1,85:1
- Durée : 87 minutes
- Genre : giallo
- Dates de sortie :
  - Italie : 1975 (visa délivré le 29 mars 1973)

## Distribution
- Margareth Rose Keil : Enrichetta Blond
- Joseph Arkim : Giorgio D'Amato
- Gabriella Giorgelli : Lucia
- Elena Veronese : Sara
- Halina Zalewska : Eleonora
- Francisco Cortéz
- Richard Fielding

## Production
Le tournage en extérieurs a eu lieu en 1972 à Loro Ciuffenna dans la province d'Arezzo en Toscane.
Il s'agit du seul film d'Elio Pasquale Palumbo, parolier et producteur de disques qui se faisait appeler Helia Colombo. Tourné avec peu de moyens, sur un scénario terne intitulé Il giardino delle lattughe (litt. « Le jardin des laitues »), il ne trouvera un distributeur que trois ans plus tard, mais sera un échec public et critique.